# Palota, Bihor
Palota (în germană Neu Palota, în maghiară Újpalota "Palatul Nou") este un sat în comuna Sântandrei din județul Bihor, Crișana, România. Rezumat în română.
Scena 1: Planul lui Franz von Moor
Franz von Moor este în camera lui, gândindu-se cum să pună mâna pe averea tatălui său. Tatăl său este bătrân, dar nu moare suficient de repede. Franz nu vrea să-l omoare direct, ci caută o metodă mai subtilă. Se gândește la ce emoții pot slăbi un om: furia, tristețea sau teama. Îi vine o idee: dacă tatăl său primește o veste îngrozitoare, poate va muri de șoc.
În scenă apare Hermann, un tânăr din sat, care îl urăște pe Karl, fratele lui Franz, pentru că i-a luat iubita, pe Amalia. Franz îi oferă bani și îl convinge să joace un rol: Hermann trebuie să se prefacă că vine dintr-o bătălie și să spună că Karl a murit. Franz îi dă și documente false ca să pară credibil. Hermann este de acord și pleacă să îndeplinească planul.
Scena 2: Moartea falsă a lui Karl
Hermann, îmbrăcat ca un mesager, merge la castel și îi spune tatălui lui Franz că Karl a murit în bătălie. Vestea este un șoc teribil pentru bătrânul Moor. Se simte vinovat că l-a alungat pe Karl și își smulge părul de durere. Amalia este distrusă de veste, mai ales când află că ultima dorință a lui Karl (falsă, inventată de Franz) a fost ca ea să fie protejată de Franz. Ea fuge disperată.
Bătrânul Moor se simte tot mai rău, îl acuză pe Franz că i-a „furat” fiul și, după multă suferință, leșină. Franz își vede visul împlinit: tatăl lui este prea slăbit ca să mai conducă, iar Karl este considerat mort. Acum, Franz devine stăpânul castelului. În triumf, el declară că va conduce cu o mână de fier, ținând toată lumea în frică și sărăcie.
Scena 3: Banda lui Karl
Între timp, Karl, care este de fapt viu, trăiește ca lider al unei bande de tâlhari. Spre deosebire de Franz, Karl are un cod moral. El și oamenii lui atacă doar nobili corupți și judecători nedrepți, nu oameni nevinovați.
Unul dintre bandiți, Spiegelberg, se laudă că a jefuit o mănăstire și a făcut de râs măicuțele. Dar Karl nu este ca el. De exemplu, într-o zi, el află că un nobil bogat a câștigat un proces nedrept și decide să-l pedepsească. Împreună cu banda lui, atacă trăsura acestuia și îl forțează să dea banii înapoi celor pe care i-a înșelat.
Scena 4: Moartea lui Roller și răzbunarea lui Karl
Unul dintre cei mai loiali oameni ai lui Karl, Roller, este capturat și condamnat la moarte. Karl încearcă să-l salveze, dar Roller refuză să fugă. Atunci Karl jură să se răzbune. El atacă orașul unde Roller trebuia spânzurat și distruge totul.
După acest atac, Karl își dă seama că a ucis și oameni nevinovați – femei, copii, bătrâni. Este șocat. Începe să se îndoiască de ceea ce face și vrea să plece. Însă, chiar atunci, banda sa este atacată de soldați.
Scena 5: Trădare și confruntare
Karl își dă seama că a fost o capcană – dar chiar el a organizat-o! Vroia să vadă dacă oamenii lui îi sunt cu adevărat loiali. Banditii refuză să-l trădeze și luptă până la capăt.
În același timp, Karl simte că nu mai poate fi liderul lor. Îi acuză că sunt doar niște hoți fără onoare. Un preot apare și îi oferă lui Karl șansa să se pocăiască, dar el, deși își recunoaște greșelile, atacă societatea coruptă care l-a împins pe acest drum.
Banda reușește să scape, iar legătura dintre Karl și oamenii lui devine și mai puternică.
Zusammenfassung auf Deutsch
Szene 1: Franz von Moors Plan
Franz von Moor sitzt in seinem Zimmer und denkt nach. Sein Vater ist alt, aber lebt zu lange. Franz will ihn nicht direkt töten, sondern ihn langsam zerstören. Er überlegt, welche Gefühle einen Menschen krank machen: Wut, Trauer oder Angst. Dann kommt ihm eine Idee: Ein großer Schock könnte seinen Vater töten.
Hermann, ein junger Mann aus dem Dorf, betritt die Szene. Er hasst Karl, weil Karl ihm seine Geliebte, Amalia, weggenommen hat. Franz gibt Hermann Geld und einen Auftrag: Er soll sich als Bote verkleiden und dem alten Moor sagen, dass Karl in einer Schlacht gefallen ist. Hermann nimmt den Auftrag an.
Szene 2: Karls falscher Tod
Hermann bringt die Nachricht von Karls Tod. Der alte Moor ist geschockt und gibt sich selbst die Schuld. Er schreit, rauft sich die Haare und wird sehr schwach. Amalia ist tief verzweifelt, besonders als sie hört, dass Karls letzter Wunsch war, dass sie Franz heiratet. Sie rennt weg.
Franz triumphiert. Sein Vater ist schwach, Karl gilt als tot – nun ist er Herr des Schlosses. Er kündigt an, dass er ein strenger, grausamer Herrscher sein wird.
Szene 3: Karls Räuberbande
Karl, der tatsächlich noch lebt, ist der Anführer einer Räuberbande. Er kämpft gegen ungerechte Adlige und korrupte Richter.
Spiegelberg, ein Räuber, erzählt stolz, dass er ein Kloster geplündert hat. Aber Karl ist anders. Er hilft den Armen. Zum Beispiel hört er von einem Grafen, der durch Betrug eine Million gewonnen hat. Karl überfällt die Kutsche des Grafen und zwingt ihn, das Geld zurückzugeben.
Szene 4: Rollers Tod und Karls Rache
Roller, Karls treuer Freund, wird gefangen genommen und gehängt. Karl ist wütend und greift die Stadt an, um ihn zu retten. Dabei zerstört er alles.
Er erkennt schockiert, dass auch unschuldige Menschen gestorben sind. Er beginnt, an seinen Taten zu zweifeln.
Szene 5: Verrat und Entscheidung
Karl hat eine Falle gestellt, um seine Räuber zu testen. Sie bleiben ihm treu und kämpfen.
Ein Priester bietet Karl eine Chance zur Reue, aber er kritisiert die Gesellschaft, die ihn zum Räuber gemacht hat. Schließlich entkommen Karl und seine Männer – enger verbunden als je zuvor.

## Istoric
În sala-muzeu amenajată la Liceul „Emanoil Gojdu” din Oradea se păstrază o serie de obiete vechi descoperite la Palota, caracteristice eneoliticului de început și dezvoltat:
- Topor de cupru de tip Pločnik.
- Topor – ciocan din cupru.
- Topor cu disc de piatră.
- Celt de bronz.

De la începuturi, satul Palota a fost menționat drept domeniu regal.
A fost distrus de Sinan Pașa în perioada de ocupație turcească, după care, Palota și împrejurimile sale au fost depopulate mult timp.
În jurul anului 1765 Maria Terezia a Austriei și, mai târziu, între 1784 și 1786, pe vremea lui Iosif al II-lea al Sfântului Imperiu Roman, a fost repopulată cu coloniști germani (șvabi și bavarezi).
Samu Borovszky a scris despre așezare că „a fost singurul sat german din județ ai cărui locuitori vorbeau maghiara”.
Așezarea a fost formată din 2 părți: Palota Nouă și Palota Veche.
În 1819 contele Johann Maria Philipp Frimont a devenit proprietarul său.
La sfârșitul secolului al XIX-lea, Mór Petri a scris despre așezare: „Palota Nouă este o așezare de 62 de case în districtul Salonta Mare din comitatul Bihor, la sud de râul Peța, care curge din Băile Episcopului din Haieu”.
Până la Tratatul de la Trianon a aparținut districtului central al județului Bihor.
Este una dintre puținele așezări transilvănene care au rămas germanofone în timpul secolului XX. La recensământul din 2002, din 566 de locuitori, 286 (50,5%) erau germani, 144 (25,4%) maghiari, 130 (23,0%) români, 4 (0,7%) slovaci și 2 (0,4%) aveau etnia nedeclarată.

## Industrie
- Fabrica de nutrețuri combinate a Nutrientul S.A.

## Personalități
- Johann Maria Philipp Frimont conte de Palota, principe de Antrodoco (1759.1831).

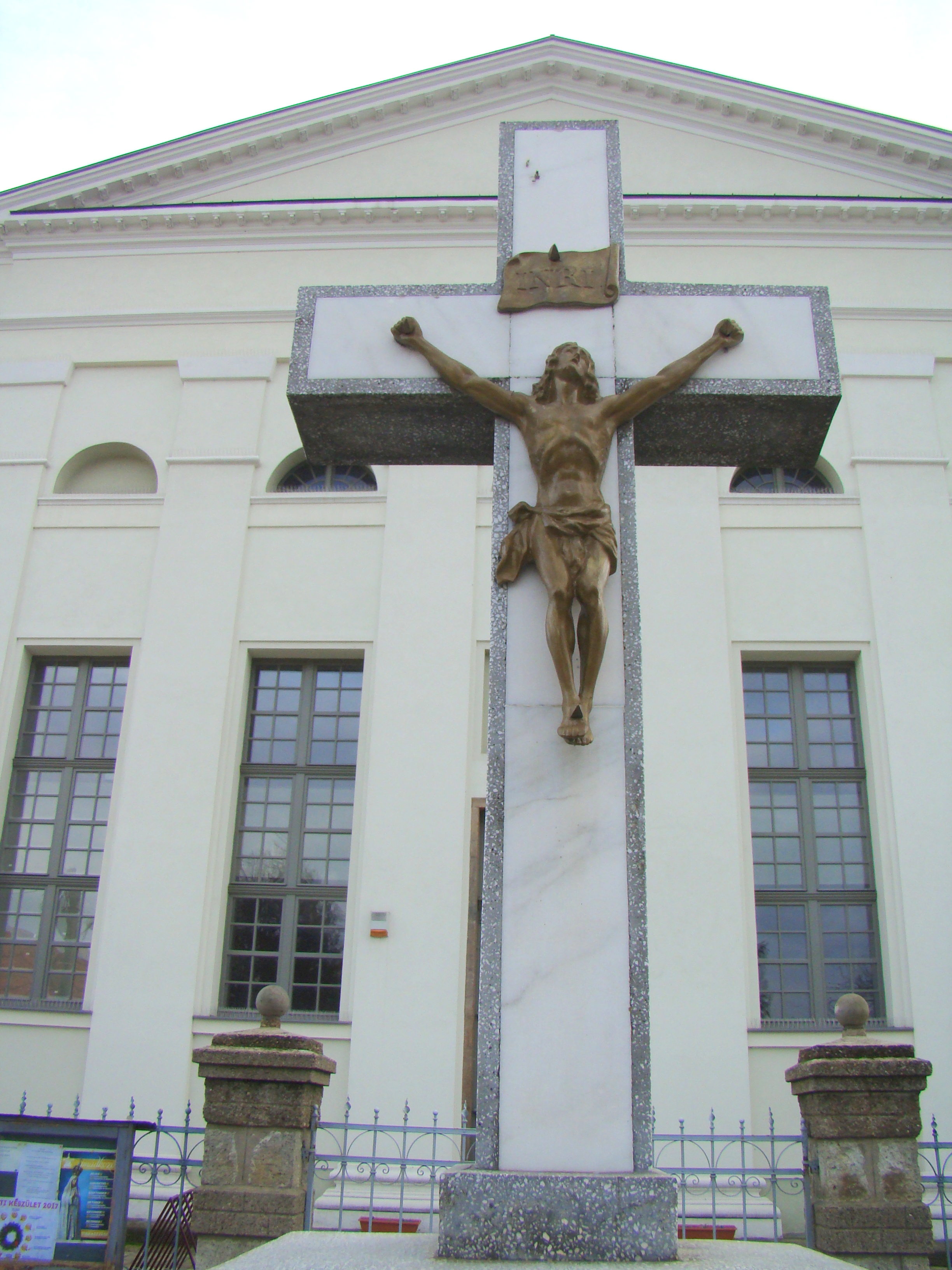
Biserica romano-catolică (1825)

A slujit sub împărăteasa Maria Terezia a Austriei. Datorită faptelor sale eroice, este numit comandant suprem al regiunii Veneția, cu sediul la Padova, moment în care Sfântul Anton devine călăuzitorul său.

Pentru serviciile sale în slujba împăratului, Frimont este numit conte de Palota. Contele și-a investit averea în Palota, o mică așezare de șvabi și unguri, unde a ridicat o biserică unică în lume (clădirea are forma crucii de Malta), școala și mai multe alte clădiri. Frimont a fost înmormântat în lăcașul de cult din Palota, într-o criptă în formă de cruce.

## Vezi și
- Biserica romano-catolică din Palota

## Imagini

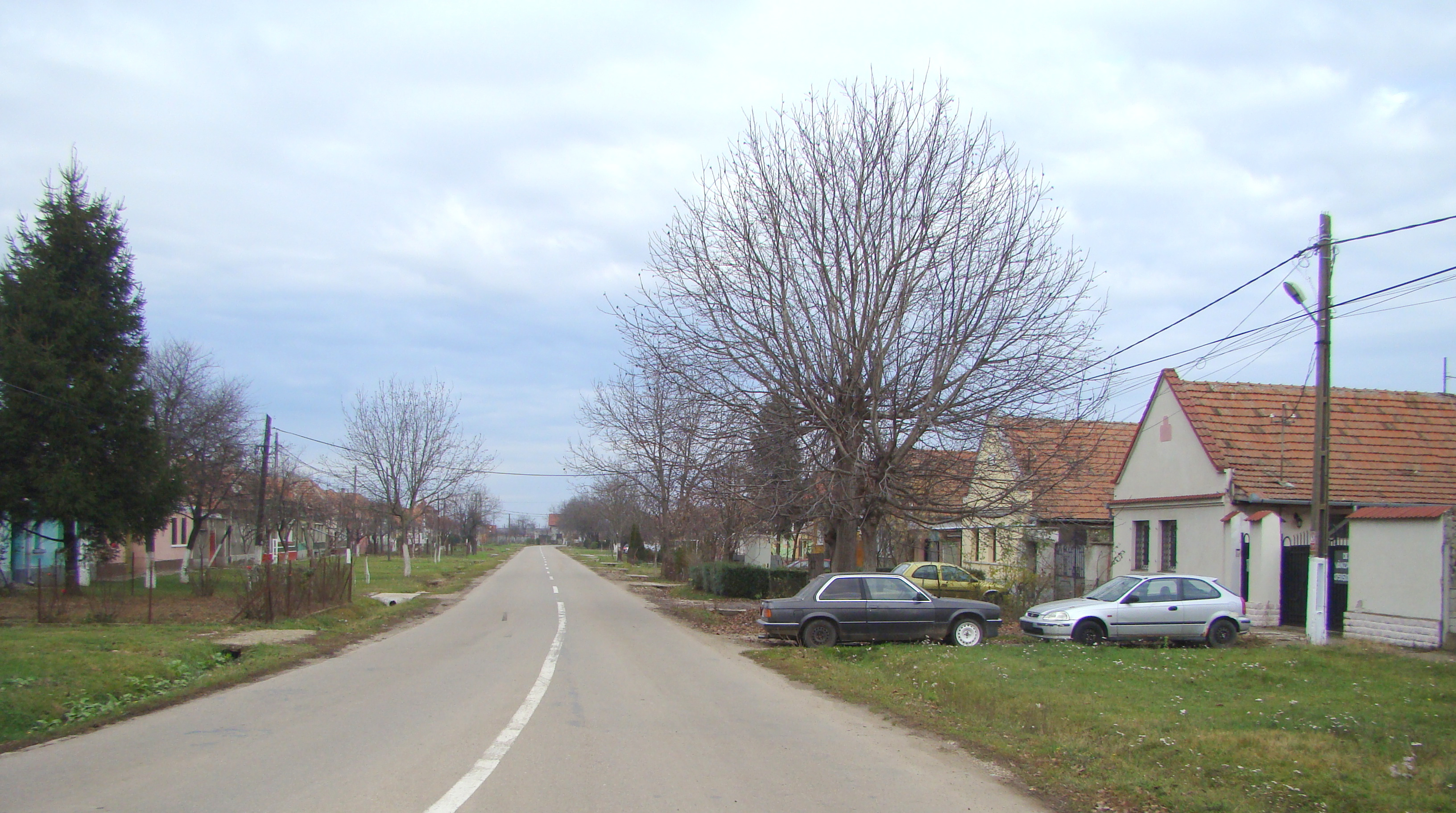
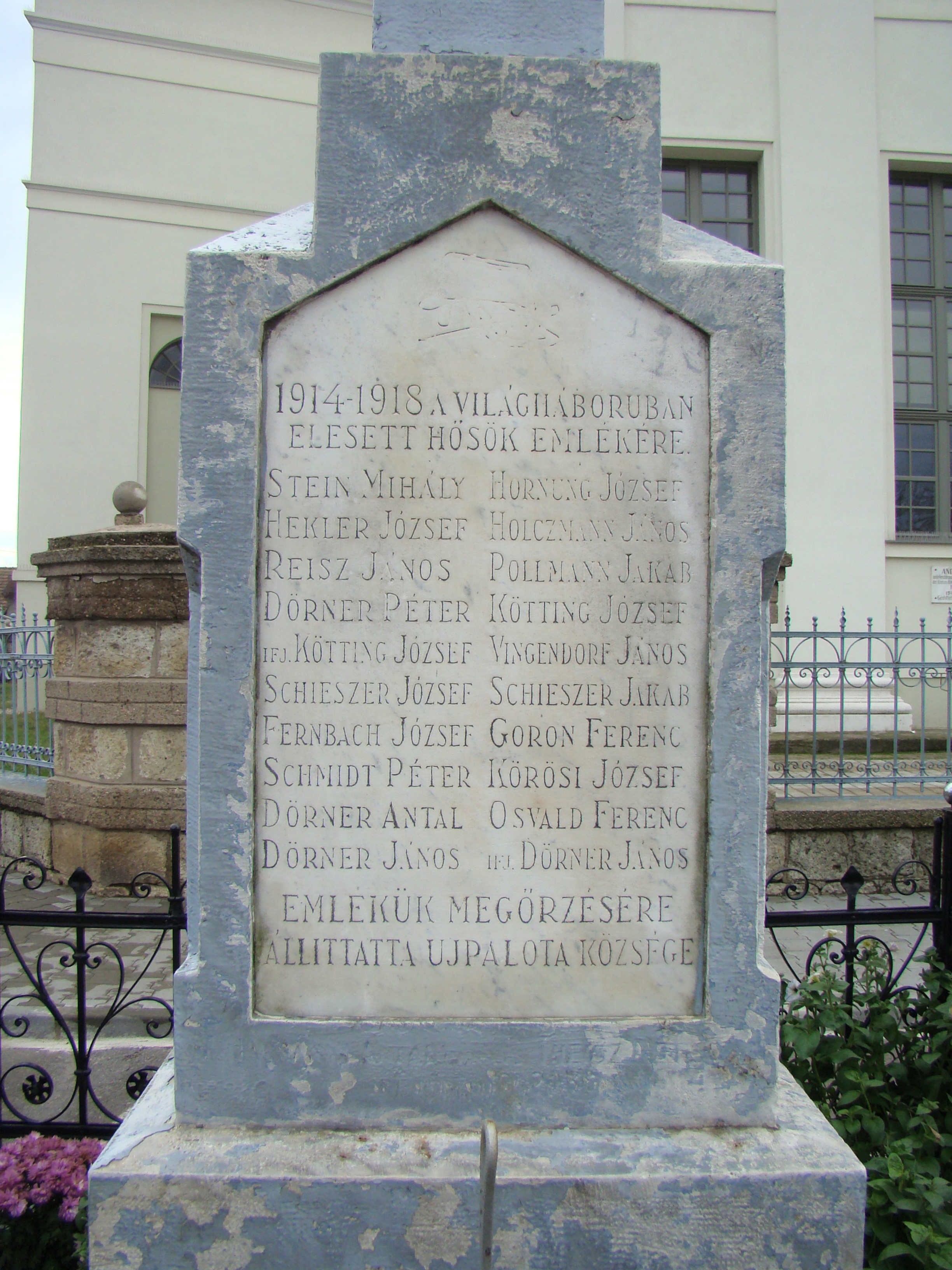
Monumentul eroilor
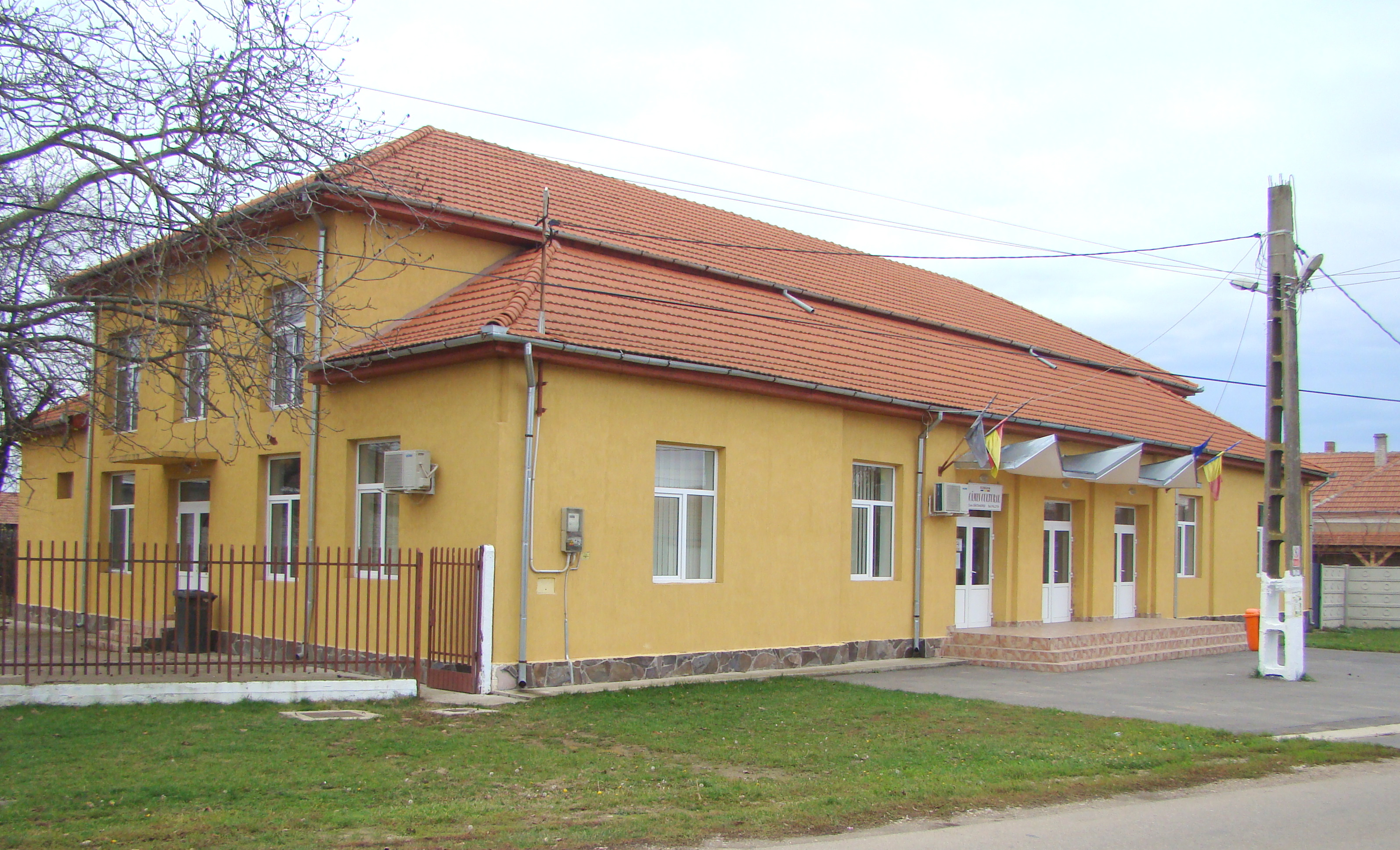
Căminul cultural
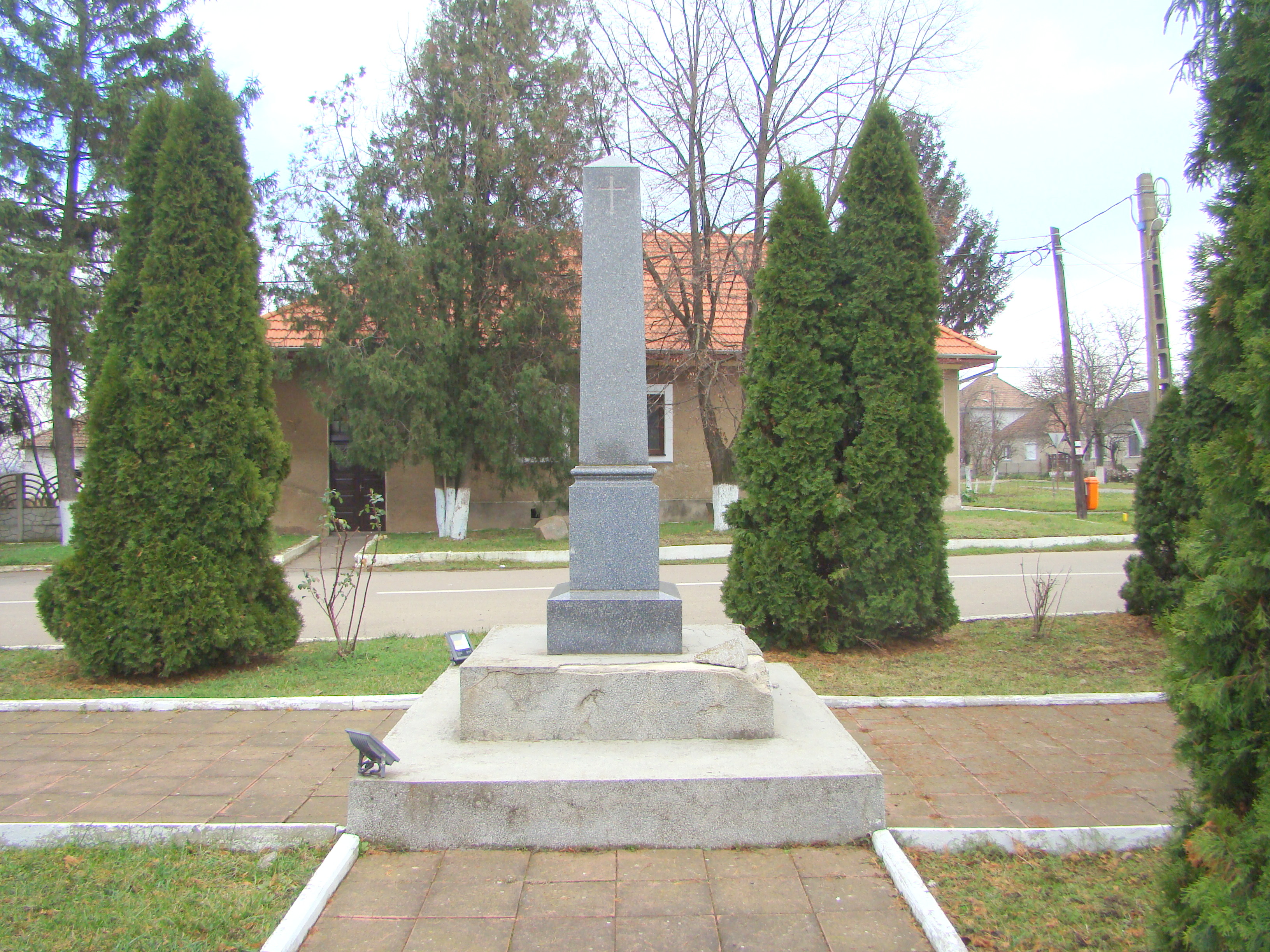
Monumentul din centrul localităţii